# Зандфёрстген
Зандфёрстген или Бо́рштка (нем. Sandförstgen; в.-луж. Borštkaо файле) — деревня в Верхней Лужице, Германия. Входит в состав коммуны Хоэндубрау района Гёрлиц в земле Саксония. Подчиняется административному округу Дрезден.

## География
Находится примерно в пяти километрах севернее города Вайсенберг.
Соседние населённые пункты: на северо-востоке — административный центр коммуны деревня Хоэндубрау, на юго-востоке — деревня Гбельск и на западе — деревня Зуборница.

## История
Впервые упоминается в 1732 году под наименованием Klein Förstgen.
С 1995 года входит в состав современной коммуны Хоэндубрау.
С 1815 по 1945 года южнее деревни проходила граница между Саксонией и Пруссией, которая в настоящее время является административной границей между саксонскими районами Баутцен и Гёрлиц.
В настоящее время деревня входит в состав культурно-территориальной автономии «Лужицкая поселенческая область», на территории которой действуют законодательные акты земель Саксонии и Бранденбурга, содействующие сохранению лужицких языков и культуры лужичан.
Исторические немецкие наименования
- Klein Förstgen, 1732
- Sand-, Stein-Förstgen, 1759
- Förstgen, 1777
- Klein Förstgen, 1791
- Sandförstgen, 1831

## Население
Официальным языком в населённом пункте, помимо немецкого, является также верхнелужицкий язык.
Согласно статистическому сочинению «Dodawki k statisticy a etnografiji łužickich Serbow» Арношта Муки в 1884 году в деревне проживало 104 человека (из них — 81 серболужичанин (78 %)).
| 1825 | 1880 | 2011 |
| ---- | ---- | ---- |
| 66   | 104  | 51   |